# Liebenwalde

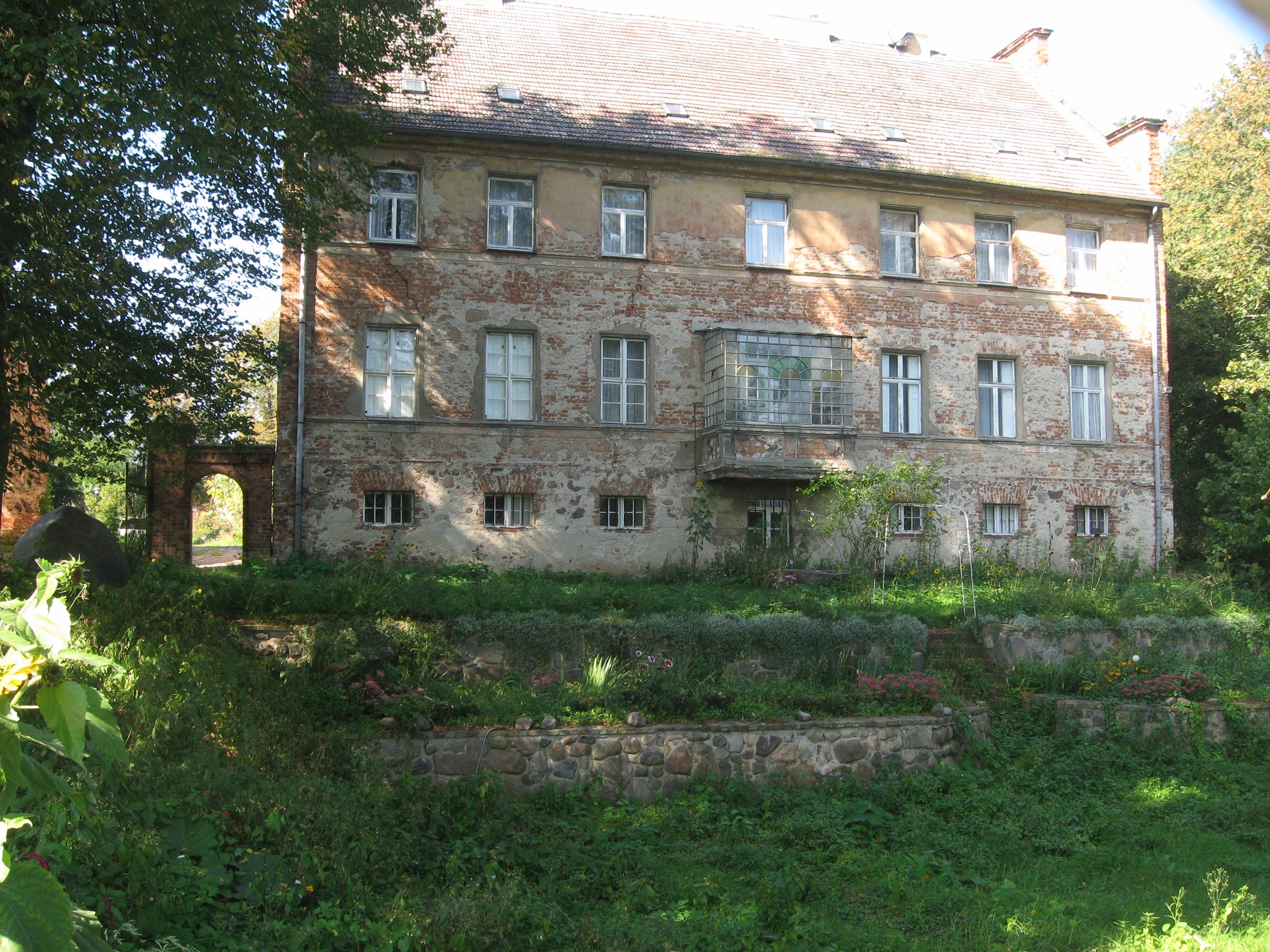
Burg Liebenwalde (Neubau Anfang 19. Jh.)

Liebenwalde ist eine amtsfreie, kreisangehörige Stadt im Landkreis Oberhavel in Brandenburg.

## Geographie
Die Stadt liegt 21 Kilometer nordöstlich von Oranienburg an der Bundesstraße 167. Sie gehört zum Naturraum der Zehdenick-Spandauer Havelniederung. Im Nordosten erstreckt sich die Waldlandschaft Schorfheide. In der Umgebung befinden sich der Voßkanal, der Lange Trödel, der Oder-Havel-Kanal, die Havel sowie der Mühlensee, der Beverinsee und der langgestreckte Wutzsee.

## Stadtgliederung
Die Stadt gliedert sich nach ihrer Hauptsatzung in sechs Ortsteile:
- Freienhagen
- Hammer
- Kreuzbruch
- Liebenthal
- Liebenwalde
- Neuholland

Es existieren folgende Wohnplätze: Amt, Angra Pequena, Ausbau am See, Bergemannhof, Bischofswerder, Emilienfelde, Falkenhorst, Fichtenbühle, Försterei Bismark, Försterei Lottsche, Großsiedlung, Hammerbruch, Heidchen, Höpen, Kleinsiedlung, Kreuzthal, Liebenwalder Schleuse, Rehhorst, Sandberge, Sperberhof und Walterhof.

## Geschichte
Um 1200 errichteten Askanier eine Burg auf einem bereits existierenden Burgberg. Die Gründung erfolgte wohl 1232. 1244 jedenfalls wird  Liebenwalde als Levenwalde erstmals urkundlich erwähnt. Das älteste bekannte Stadtsiegel stammt aus dem Jahre 1349.
2000 bis 2002 konnten im Stadtkern von Liebenwalde Teile des mittelalterlich bis frühneuzeitlichen Friedhofs archäologisch erfasst und dabei insgesamt 442 Bestattungen geborgen werden. Die 172 spätmittelalterlichen Individuen wurden von der Anthropologin Bettina Jungklaus untersucht. Die Lebenserwartung ist mit 29,1 Jahren vergleichsweise hoch; die der Frauen war jedoch niedriger als die der Männer. Der Sterbegipfel der Gesamtbevölkerung liegt im fortgeschrittenen Alter. Die Kindersterblichkeit ist mit 30 % typisch für mittelalterliche Verhältnisse. Frauen hatten das größte Sterberisiko im gebärfähigen Alter zwischen 20 und 40 Jahren, Männer dagegen im Alter zwischen 40 und 60 Jahren. Die durchschnittliche Körperhöhe der Bevölkerung war im Vergleich eher niedrig. Frauen waren im Schnitt 1,54 m, Männer 1,65 m groß. Eine Kariesfrequenz von 57 % und eine Kariesintensität von 7 % zeigte eine geringe Belastung mit Zahnkaries, was auf fleischreiche Kost hinwies. Hinweise auf Mangelernährung und Infektionserkrankungen fanden sich dagegen häufig.
Mit dem Bau des Finowkanals 1746 gewann der Ort an wirtschaftlicher Bedeutung, die jedoch wieder zurückging, als 1914 der Oder-Havel-Kanal schiffbar wurde.
Nachdem 1832 ein Brand Kirche, Pfarrhaus, Spritzenhaus und mehr als 20 Bürgerhäuser vernichtet hatte, wurde 1835 die neu errichtete Kirche eingeweiht und 1879 das neue Rathaus fertiggestellt. Der Anschluss an das Eisenbahnnetz folgte 1901 mit dem Bau einer von Berlin über Basdorf nach Liebenwalde führenden Strecke (Heidekrautbahn), deren Abschnitt Wensickendorf–Liebenwalde 1997 stillgelegt wurde.
Die 1879 eingerichtete Amtsgericht Liebenwalde wurde 1952 aufgelöst.
Verwaltungsgeschichte
Liebenwalde und seine heutigen Ortsteile gehörten seit 1817 zum Kreis Niederbarnim in der preußischen Provinz Brandenburg und ab 1952 zum Kreis Oranienburg im DDR-Bezirk Potsdam. Seit 1993 liegen die Orte im brandenburgischen Landkreis Oberhavel.
Im Zuge der Ämterbildung in Brandenburg schlossen sich 1992 Liebenwalde, Hammer, Kreuzbruch, Liebenthal und Neuholland zu einer Verwaltungsgemeinschaft, dem Amt Liebenwalde, zusammen. Sitz des Amtes war die Stadt Liebenwalde. Am 26. Oktober 2003 schlossen sich die vormals selbstständigen Gemeinden Hammer, Liebenthal, Neuholland und die Stadt Liebenwalde (Amt Liebenwalde) und die Gemeinde Freienhagen (Amt Oranienburg-Land) zur neuen Stadt Liebenwalde zusammen. Das Amt Liebenwalde wurde aufgelöst, die Stadt Liebenwalde ist amtsfrei.

## Bevölkerungsentwicklung
| Jahr | Einwohner |
| ---- | --------- |
| 1875 | 2 639     |
| 1890 | 2 569     |
| 1910 | 3 316     |
| 1925 | 2 454     |
| 1933 | 2 665     |
| 1939 | 2 966     |

| Jahr | Einwohner |
| ---- | --------- |
| 1946 | 3 708     |
| 1950 | 3 734     |
| 1964 | 3 375     |
| 1971 | 3 178     |
| 1981 | 3 044     |
| 1985 | 2 970     |

| Jahr | Einwohner |
| ---- | --------- |
| 1990 | 2 872     |
| 1995 | 2 671     |
| 2000 | 2 623     |
| 2005 | 4 582     |
| 2010 | 4 334     |
| 2015 | 4 261     |

| Jahr | Einwohner |
| ---- | --------- |
| 2020 | 4 368     |
| 2021 | 4 415     |
| 2022 | 4 425     |
| 2023 | 4 445     |
| 2024 | 4 413     |

Gebietsstand des jeweiligen Jahres, Einwohnerzahl: Stand 31. Dezember (ab 1991), ab 2011 auf Basis des Zensus 2011, ab 2022 auf Basis des Zensus 2022
Der starke Bevölkerungsanstieg 2005 ist auf den Zusammenschluss mehrerer Gemeinden zur neuen Stadt Liebenwalde im Jahr 2003 zurückzuführen.

## Religion
19 Prozent der Einwohner von Liebenwalde gehörten im Jahr 2011 der evangelischen Kirche an, 2 Prozent der katholischen Kirche. Auf evangelischer Seite umfasst die Kirchengemeinde Liebenwalde den größten Teil des Stadtgebietes; zu ihr gehören die Stadtkirche in Liebenwalde sowie die Dorfkirchen in Hammer und Liebenthal. Seit Oktober 2016 bilden sie zusammen mit den Kirchengemeinden Neuholland, Wensickendorf und Zehlendorf den Pfarrsprengel Liebenwalde. Die Dorfkirche Kreuzbruch wurde profaniert. Der Stadtteil Freienhagen ist der Kirchengemeinde Nassenheide zugeordnet. Die Katholiken in allen Stadtteilen gehören der Kirchengemeinde Herz Jesu im gut 20 km entfernten Oranienburg an. Außerdem gibt es im Ortsteil Liebenwalde eine Gemeinde der Neuapostolischen Kirche, zu der ca. 100 Mitglieder gehören.

## Politik

### Stadtverordnetenversammlung
Die Stadtverordnetenversammlung von Liebenwalde besteht aus 16 Stadtverordneten und dem hauptamtlichen Bürgermeister. Die Kommunalwahl am 9. Juni 2024 führte bei einer Wahlbeteiligung von 67,4 % zu folgendem Ergebnis:
| Partei / Wählergruppe                   | Stimmenanteil 2019 | Sitze 2019 |  | Stimmenanteil 2024 | Sitze 2024 |
| --------------------------------------- | ------------------ | ---------- |  | ------------------ | ---------- |
| Landwirtschaft, Gartenbau, Umwelt (LGU) | 20,9 %             | 3          |  | 34,1 %             | 6          |
| Bürger für Liebenwalde (BfL)            | 21,1 %             | 3          |  | 27,8 %             | 4          |
| CDU                                     | 29,4 %             | 5          |  | 24,4 %             | 4          |
| FDP                                     | 06,2 %             | 1          |  | 05,0 %             | 1          |
| SPD                                     | 08,8 %             | 2          |  | 08,7 %             | 1          |
| Die Linke                               | 13,5 %             | 2          |  | –                  | –          |
| Insgesamt                               | 100 %              | 16         |  | 100 %              | 16         |

### Bürgermeister
- 1998–2003: Günter Brehm (PDS)[13]
- seit 2003: Jörn Lehmann[14]

Lehmann wurde in der Bürgermeisterwahl am 1. September 2019 ohne Gegenkandidat mit 89,0 % der gültigen Stimmen für eine weitere Amtszeit von acht Jahren gewählt.

### Wappen
| Wappen von Liebenwalde | Blasonierung: „In Silber eine bewurzelte grüne Linde, beseitet rechts von einem silbernen, an einem Ast hängenden Dreieckschild, belegt mit einem gold-bewehrten roten Adler, und links von einem Topfhelm mit einem schwarzen Flug, belegt mit gestürzten goldenen Lindenblättern.“                                                                                                 |
| Wappen von Liebenwalde | Wappenbegründung: Das Wappenbild von Liebenwalde ist erstmals auf einem Stadtsiegel von 1349 mit der Umschrift SIGILL BVRGENSIUM CIVITATIS LIVENWALDE zu sehen. Der Baum weist auf die waldreiche Umgebung von Liebenwalde hin. Adlerschild und Helm erinnern an die Zugehörigkeit zu Brandenburg. Das Wappen wurde am 18. November 2004 durch das Ministerium des Innern genehmigt. |

### Flagge
„Die Flagge ist Grün - Weiß - Grün (1:3:1) gestreift und mittig mit dem Stadtwappen belegt.“

### Dienstsiegel
Das Dienstsiegel zeigt das Wappen der Stadt mit der Umschrift STADT LIEBENWALDE • LANDKREIS OBERHAVEL.

### Partnergemeinde
Partnergemeinde von Liebenwalde ist Hasloh in Schleswig-Holstein.

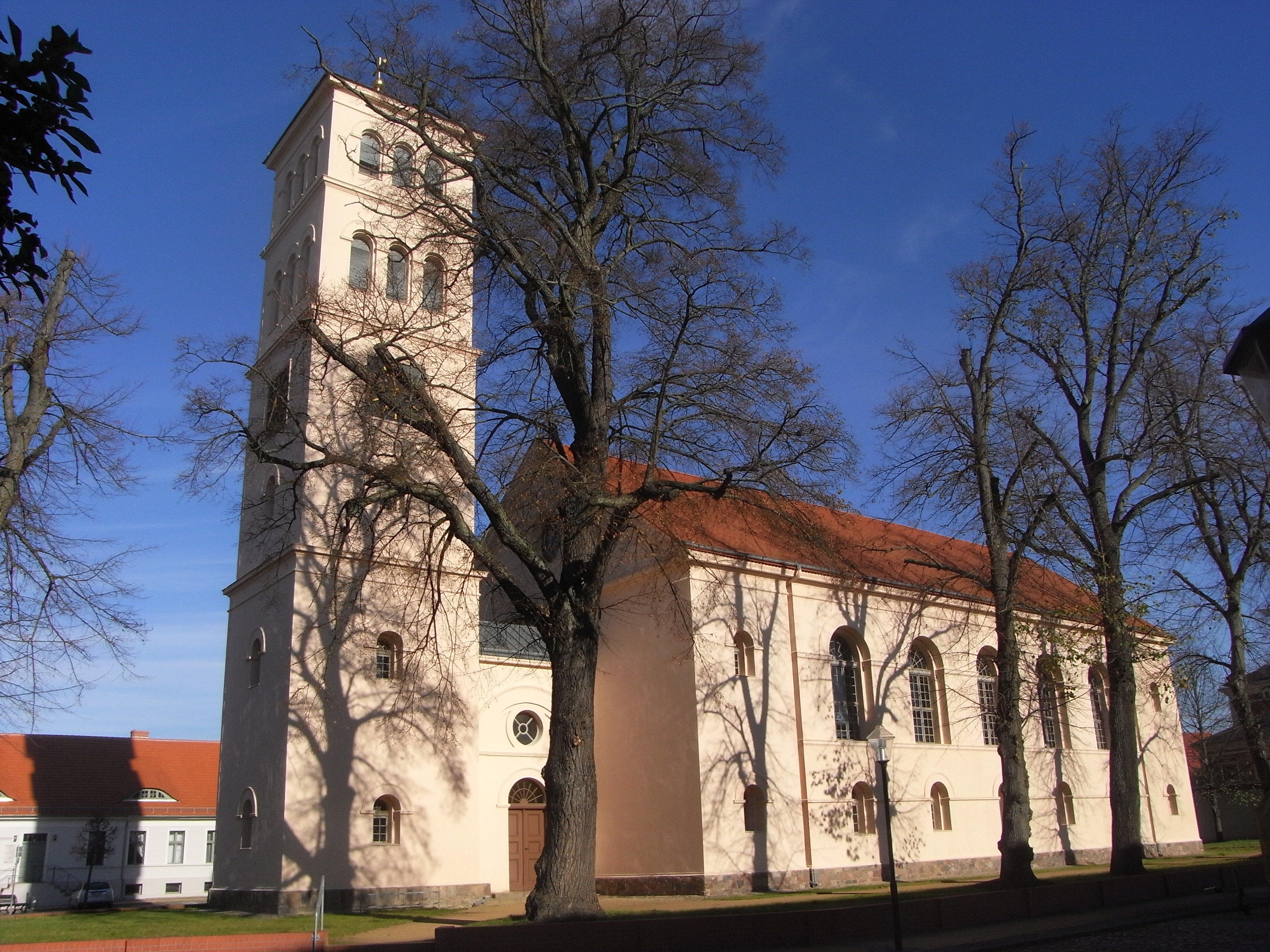
Stadtkirche Liebenwalde

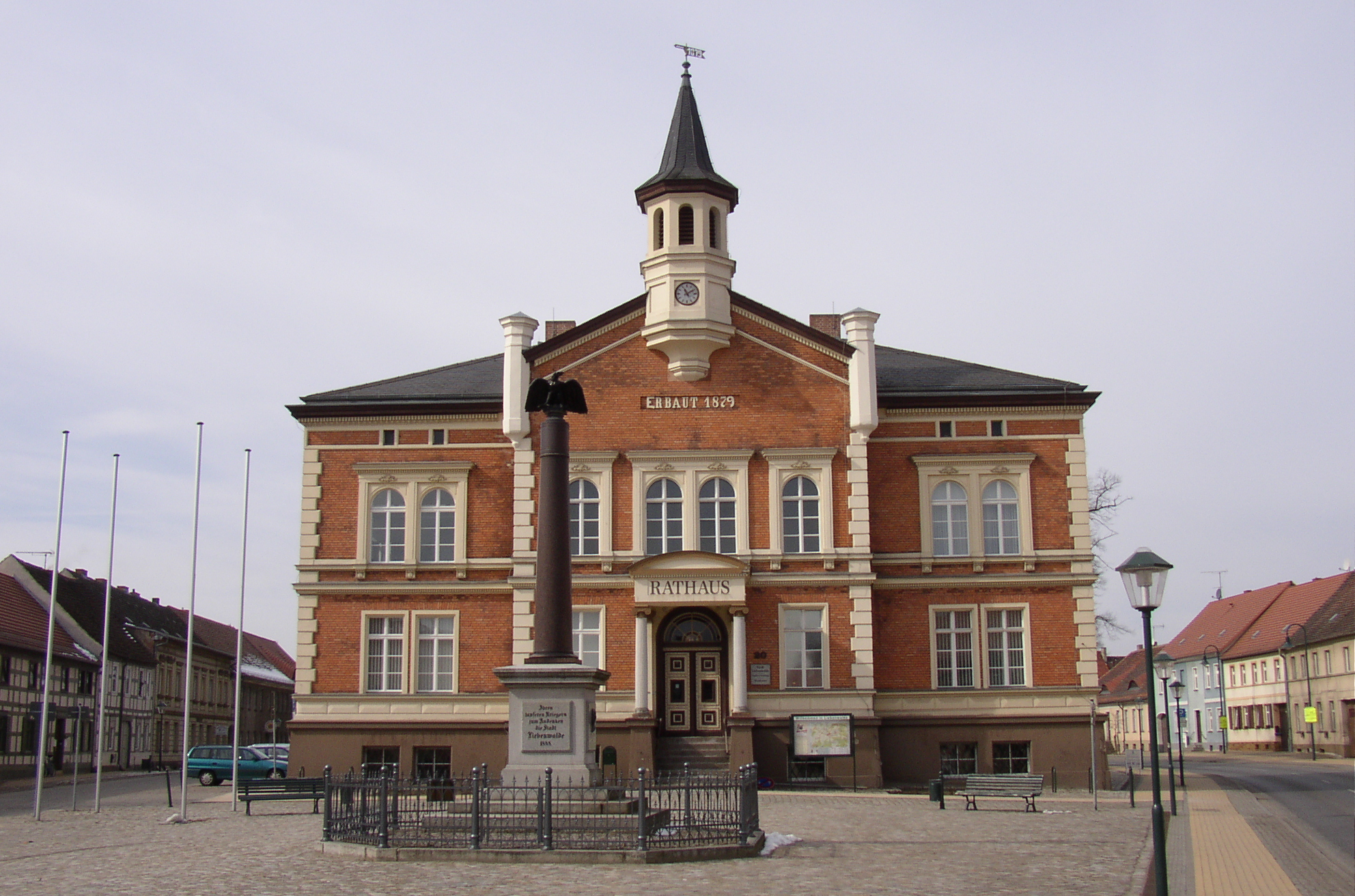
Rathaus von Liebenwalde

## Sehenswürdigkeiten und Kultur

### Bauwerke

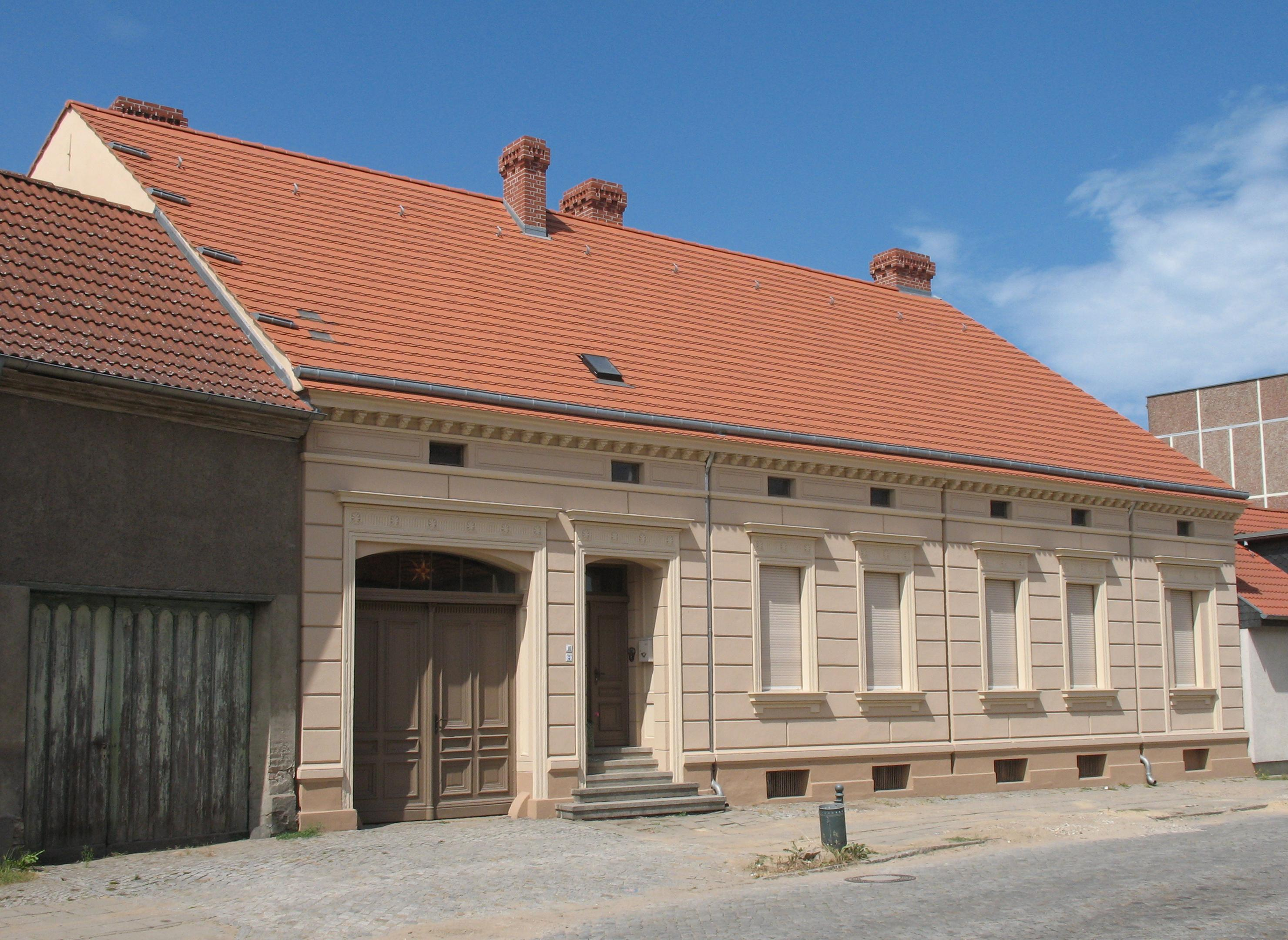
Denkmalgeschütztes Wohnhaus in der Zehdenicker Straße

Die klassizistische Pfarrkirche entstand in den Jahren 1833 bis 1835 unter dem Bauinspektor Hermann aus Zehdenick und nach Teil-Plänen von Karl Friedrich Schinkel. 
Das nahe der Kirche am Marktplatz gelegene Rathaus der Stadt wurde 1879 in historistischen Formen errichtet, nachdem das alte Rathaus wegen der schnellen Bevölkerungszunahme zu klein geworden war. 

### Museum
Zwei Jahre nach der Fertigstellung des neuen Rathauses entstand direkt hinter dem Verwaltungsbau das Stadtgefängnis. 1952 wurde es geschlossen und anschließend als Abstellraum, Kohlenkeller und Archiv genutzt. 1997 wurde der Liebenwalder Heimat- und Geschichtsvereins e. V. vorrangig mit dem Ziel gegründet, im jetzt unter Denkmalschutz stehenden, aber maroden Gebäude ein Museum einzurichten. Mit Fördermitteln von Land und Bund und der Unterstützung von Handwerkern der Region, Vereinsmitgliedern und vielen Helfern war es möglich, dass das Heimatmuseum Liebenwalde im Mai 1999 eröffnet werden konnte. Die Ausstellung informiert über die Stadtgeschichte, die Vergangenheit der Ortsteile, über Kirchen-, Schul-, Vereinsgeschichte und die Historie von Industrie, Handwerk und Gewerbe sowie über die Binnenschifffahrt, besonders zum Finowkanal und zur Niederbarnimer Eisenbahn-Aktiengesellschaft, auch bekannt als Heidekrautbahn.

### Veranstaltungen
Jährlich stattfindende Veranstaltungen in Liebenwalde sind das Museumsfest, das Osterfeuer, die Museumsnacht und der Weihnachtsmarkt. Weiterhin zu erwähnen sind die Handball- und Fußballtage mit jeweils ausgiebigem Rahmenprogramm, das Frühlingsfest im Haustierpark Liebenthal und die Schlachtefeste der Hofläden.

### Sonstige Kultureinrichtungen
Im Jahr 1991 gründete sich im Ortsteil Liebenthal der Wild- und Haustierpark Liebenwalde, der von der Wildpferghehege und Haustierpark Liebenthal gGmbH betrieben wird. Wie aus dem Namen hervorgeht, handelt es sich nicht um einen Zoo mit exotischen Tieren, sondern hier werden Ziegen, Schafe, Schweine, Pferde, Esel, Hühner, Waschbären und andere Tiere aus Deutschland gehalten, gezüchtet und Besuchern zugängig gemacht. Im Jahr 2000 übernahm die Biologin Lydia Rick die Leitung der Einrichtung. Inzwischen (Stand Frühjahr 2025) befinden sich in dem Park rund 200 Tiere, darunter Wildpferde, Wollschweine, Mandarinenten, Rehe, nun auch Aras. Kinderspielplätze, Imbissmöglichkeiten und Parkplätze sind vorhanden.

## Wirtschaft und Infrastruktur

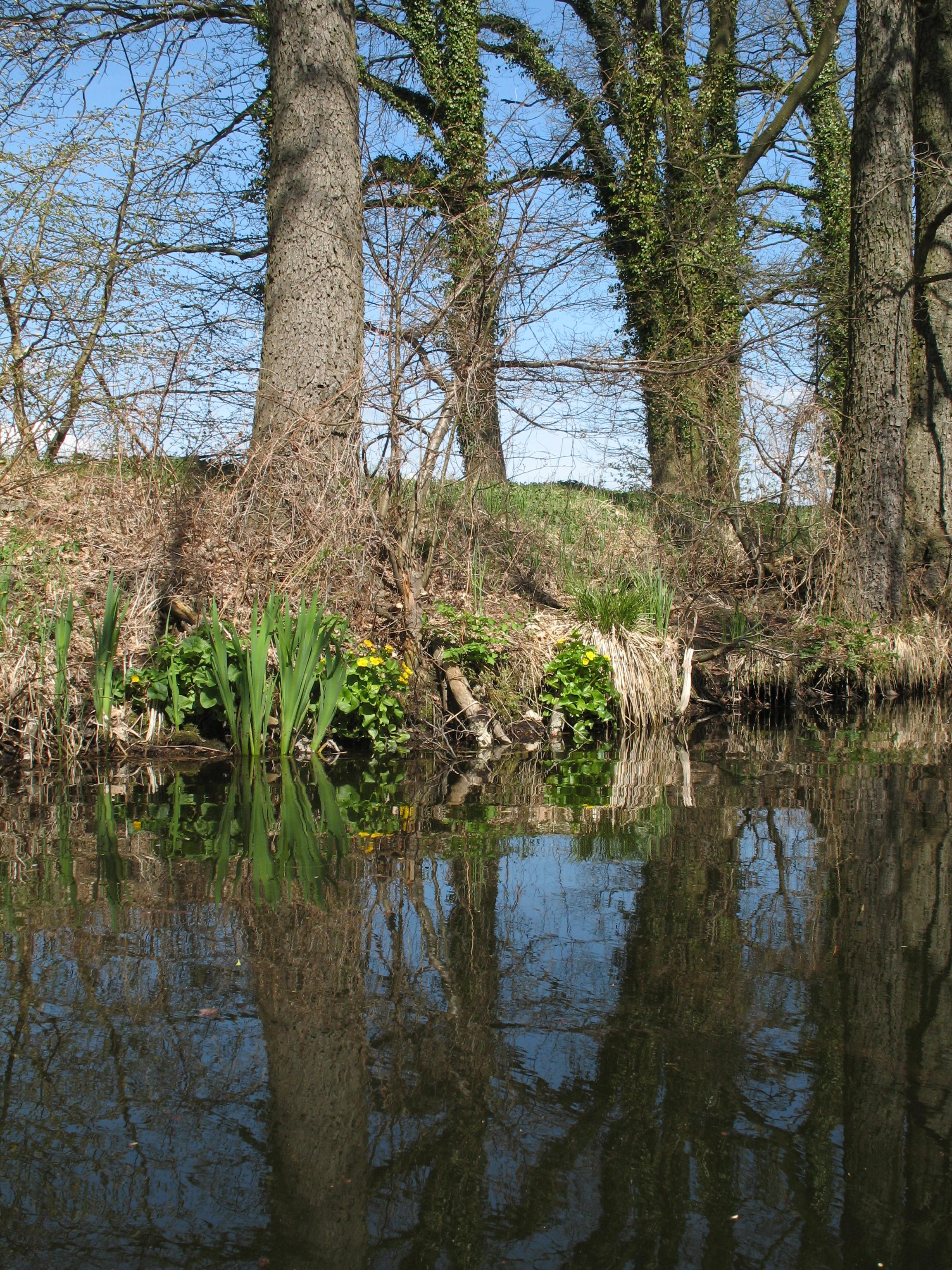
Langer Trödel

### Wirtschaft
Im Jahr 2022 erzielte Liebenwalde Einnahmen aus der Gewerbesteuer in Höhe von 23,4 Millionen Euro. Mit einem Gewerbesteuerhebesatz von 250 % zählt die Gemeinde zu den steuerlich attraktivsten Standorten Deutschlands. Liebenwalde ist steuerlich deutlich günstiger als die brandenburgische Landeshauptstadt Potsdam (Gewerbesteuerhebesatz 455 %) und die benachbarte Bundeshauptstadt Berlin (Gewerbesteuerhebesatz 410 %).

### Verkehr
Liebenwalde liegt an der Bundesstraße 167 zwischen Neuruppin und Eberswalde  und der Landesstraße L 21 zwischen Zehdenick und Wensickendorf, die sich in der Stadt kreuzen. Durch Liebenwalde führt die Deutsche Tonstraße sowie – in der Stadt von Kreuzbruch kommend und weiter nach Bischofswerder führend – der Radfernweg Berlin-Kopenhagen.
Bedeutung für die Binnenschifffahrt hat der Vosskanal, der sich südlich der Stadt als Malzer Kanal fortsetzt und in den Oder-Havel-Kanal mündet.
Seitdem der von Basdorf nach Liebenwalde führende Zweig der Heidekrautbahn zwischen Wensickendorf und Liebenwalde mit den Bahnhöfen Liebenwalde und Kreuzbruch und dem Haltepunkt Sandberge 1997 stillgelegt wurde, ist der Ort im öffentlichen Personennahverkehr nur noch mit Linienomnibussen erreichbar.

### Öffentliche Einrichtungen
Den Brandschutz der Stadt Liebenwalde stellen insgesamt sechs Feuerwehren in den einzelnen Ortsteilen sicher. Zu den Aufgaben des Löschzuges in Liebenwalde und der fünf Löschgruppen in den Ortsteilen gehören zudem Hilfeleistungs- und Sondereinsätze. Die Stadt Liebenwalde ist als Träger des Brandschutzes zuständig für die gesamte Technik der Feuerwehr und die finanzielle Zuarbeit.

### Sport
Die Fußballmannschaft des FV Liebenwalde spielt in der Saison 2024/25 in der 1. Kreisklasse Oberhavel/Barnim.
Der Handballverein TSG Liebenwalde besteht seit dem Jahr 1948.

## Persönlichkeiten
- Friedrich Wilhelm von Krause (1802–1877), Weinhändler, Privatbankier und Industrieller, in Liebenwalde geboren
- Eduard Lisco (1879–1941), klassischer Philologe und Gymnasiallehrer, in Liebenwalde geboren
- Willy Sägebrecht (1904–1981), Leiter des Militärischen Nachrichtendienstes der NVA, 1929–1930 Stadtverordneter in Liebenwalde
- Erika Franke (* 1954), Generalstabsärztin der Bundeswehr, in Liebenwalde aufgewachsen